# Конёк-Горбунок (мультфильм)
«Конёк-Горбуно́к» — советский полнометражный рисованный мультипликационный фильм, созданный на студии «Союзмультфильм» режиссёром Иваном Ивановым-Вано в двух версиях — 1947 (второй полнометражный мультфильм студии) и 1975 годов. Снят по одноимённой сказке (1834) Петра Ершова.
Высокую оценку фильму дал Уолт Дисней, демонстрировавший его своим художникам.

## Версия 1947 года

### Сюжет
У старого крестьянина три сына: два старших, Данило и Гаврило, считаются умными, а младший, Иван — дураком. Однажды отец посылает сыновей выяснить, кто по ночам вытаптывает пшеницу. Старшие братья решают спрятаться в стоге сена, где они быстро засыпают. Тем временем Иван, играя на дудке, идёт к берёзе, садится под ней и начинает считать звёзды. Неожиданно он видит, как с неба спускается белая кобылица с длинной золотой гривой. Ивану удаётся вспрыгнуть кобылице на спину, и она пускается вскачь. Наконец, устав, кобылица просит главного героя отпустить её и взамен даёт ему двух прекрасных златогривых коней и Конька-горбунка, который будет Ивану лучшим товарищем.
Иван отводит коней в пастушеский балаган и, чтобы принести им воды, уходит с Коньком. Когда он возвращается, то обнаруживает, что его братья увели коней. Конёк говорит ему, что они догонят их в столице. Тогда Иван садится на Конька, и они летят сквозь облака. По пути главный герой находит перо Жар-птицы, которое светит, не выделяя тепла, и берёт его, несмотря на предупреждение Конька, что оно принесёт ему много неприятностей.
Они достигают столицы, и Иван, проводив братьев, продаёт своих коней царю за десять шапок серебра. Когда оказывается, что никто, кроме Ивана, не может с ними справиться, он становится конюшим — начальником царских конюшен. Царский спальник, бывший до этого конюшим, возненавидевший за это Ивана, подглядывает за его работой. Увидев, что парень использует перо Жар-птицы для освещения, он похищает это перо и показывает царю.
Царь приказывает Ивану поймать и доставить ему Жар-птицу. В противном случае последнему угрожает посажение на кол. С помощью Конька-горбунка Иван ловит Жар-птицу и привозит её царю, который на радостях назначает его стремянным. Но злобный спальник, решивший во что бы то ни стало погубить Ивана, подговаривает царя дать юноше новое задание — найти и привезти прекрасную Царь-девицу. На выполнение этого задания царь даёт Ивану три недели, и в назначенный срок герой возвращается с красавицей.
Царь вне себя от радости и просит Царь-девицу выйти за него замуж, но она отказывается, говоря, что он слишком стар для неё, и предлагает ему средство, при помощи которого он сможет омолодиться — нужно поставить три больших котла: один — с холодной водой, другой — с горячей, а третий — с кипящим молоком и искупаться по очереди во всех трёх котлах. Спальник советует царю проверить действие этого средства на Иване, надеясь в конце концов избавиться от своего заклятого врага.
Царь с радостью соглашается. Когда Иван сопротивляется, услышав это, царь приказывает бросить его в тюрьму и подготовить котлы к следующему утру. Конёк-горбунок приходит к Ивану и через тюремную решётку говорит ему, чтобы он свистнул ему на следующий день и разрешил заворожить воду, что позволит Ивану остаться невредимым. Подслушав это, спальник похищает Конька после того, как последний отходит от Ивана.
Утром Иван свистит Коньку, который упрятан в мешок. Похищенный изо всех сил старается выбраться из заточения, чтобы помочь другу, и наконец ему это удаётся. В результате спальник падает из окна одной из башен царской конюшни, где он находился, в колодец и тонет в нём.
Конёк же приходит на помощь к Ивану в последний момент и успевает заворожить содержимое трёх котлов. Иван прыгает в молоко, потом в кипяток и в холодную воду. В результате он становится писаным красавцем. Царь-девица влюбляется в него, и они уходят. Тем временем царь волнуется и решает, что тоже хочет быть молодым и красивым. Поскольку заклинание перестало действовать, прыгнувший в молоко царь сварился.
Иван, Царь-девица и Конёк приходят в новый город, где Иван становится царём, а его невеста — царицей.

### Создатели
- Авторы сценария — Евгений Помещиков, Николай Рожков
- Стихи — Алексея Суркова
- Режиссёр-постановщик — Иван Иванов-Вано
- Режиссёр — Александра Снежко-Блоцкая
- Режиссёр-консультант — Виктор Громов
- Оператор — Николай Воинов
- Художник-постановщик — Лев Мильчин
- Художники — Вера Роджеро, Ирина Троянова, Александр Беляков
- Художники-декораторы — Ольга Геммерлинг, Галина Невзорова
- Композитор — Виктор Оранский
- Дирижёр — Григорий Гамбург
- Звукооператор — Н. Баженов
- Художники-мультипликаторы:
  - Николай Фёдоров
  - Татьяна Фёдорова
  - Борис Титов
  - Дмитрий Белов
  - Борис Петин
  - Борис Дёжкин
  - Григорий Козлов
  - Надежда Привалова
  - Роман Давыдов
  - Иосиф Старюк
  - Валентин Лалаянц
  - Лидия Резцова
  - Михаил Ботов
  - Амир Манафов
  - Пётр Репкин
  - Фаина Епифанова
  - Константин Малышев
- Технические ассистенты — В. Свешникова, Галина Любарская, Н. Орлова, К. Апестина
- Ассистенты оператора — Елена Петрова, Екатерина Ризо, Н. Соколова
- Монтажница — Н. Аравина
- Директор картины — Борис Вольф

### В ролях
- Валентина Сперантова — Иван, младший брат
- Алик Качанов — Конёк-горбунок
- Георгий Милляр — царь
- Георгий Вицин — спальник / эпизодические персонажи
- Галина Новожилова — Царь-девица
- Леонид Пирогов — Данило, старший брат
- Анатолий Кубацкий — Гаврило, средний брат
- Нонна Ястребова — кобылица
- Георгий Черноволенко — текст от автора

## Версия 1975 года

### Сюжет
Сюжет версии мультфильма 1975 года, совпадающий с сюжетом версии 1947 года, содержит новый эпизод, которого не было в изначальном варианте.
Когда царь уговаривает Царь-девицу выйти за него замуж, она требует, чтобы ей достали со дна окияна её перстень. Царь тут же посылает за Иваном и отправляет его на окиян за перстнем. В тот же день Иван с Коньком-горбунком отправляются за кольцом. По дороге Иван снимает зипун, разувается и продолжает путь босиком. Подъезжая к окияну, они видят, что поперёк него лежит Чудо-юдо Рыба-кит, на спине которого построено село. Конёк рассказывает Ивану, что десять лет назад кит проглотил три десятка кораблей, и если выпустит их, то будет прощён и отпущен в море.
Узнав о том, что путники ищут перстень Царь-девицы, кит просит их узнать, за какие прегрешения он так страдает. Иван обещает ему это, но с условием: он должен достать с морского дна вышеупомянутый перстень. Кит соглашается, и Иван передаёт ему слова Конька-горбунка. Жители спешно покидают село, а кит освобождает проглоченные корабли. Получив долгожданную свободу, он обещает Ивану достать со дна окияна перстень Царь-девицы. Когда сундучок с перстнем был найден, он оказался настолько тяжёлым, что Иван не смог его поднять. Конёк водружает сундучок на себя, и они возвращаются в столицу.
Как объяснил Иван Иванов-Вано в своей книге «Кадр за кадром» (1980), идея снять обновлённую версию была принята по той причине, что на киностудию «Союзмультфильм» массово шли просьбы от зрителей заново выпустить в кинопрокат оригинальный мультфильм. Однако негатив той версии спустя почти 30 лет оказался в неудовлетворительном состоянии, а поскольку советский кинематограф тогда не обладал технологиями реставрации старых плёнок, то в итоге было принято решение снять целиком новый мультфильм, используя сохранившиеся раскадровки и эскизы.

### Создатели
- Авторы сценария — Иван Иванов-Вано, Анатолий Волков
- Текст песен — Алексея Суркова
- Режиссёр-постановщик — Иван Иванов-Вано
- Художник-постановщик — Лев Мильчин
- Режиссёр — Борис Бутаков
- Оператор — Михаил Друян
- Композиторы — Виктор Оранский (использованная музыка), Владимир Васильев (аранжировка и дополнения)
- Звукооператор — Борис Фильчиков
- Художники-мультипликаторы:
  - Юрий Бутырин
  - Николай Фёдоров
  - Владимир Крумин
  - Рената Миренкова
  - Марина Рогова
  - Виктор Шевков
  - Валентин Кушнерёв
  - Виктор Арсентьев
  - Олег Сафронов
  - Александр Панов
  - Марина Восканьянц
- Ассистенты художника-постановщика — Ада Никольская, Нина Орлова, Елена Пророкова, Нина Юсупова
- Художники-декораторы — Ирина Троянова, Ирина Светлица
- Ассистенты режиссёра — Зоя Кредушинская, Зинаида Плеханова
- Ассистенты художника — Ольга Павлова, Т. Гольденберг
- Ассистент оператора — Ирина Петерсон
- Монтажёр — Елена Тертычная
- Редактор — Раиса Фричинская
- Директор картины — Фёдор Иванов

### В ролях
- Мария Виноградова — Иван
- Светлана Харлап — Конёк-горбунок
- Алексей Грибов — текст от автора / царь / эпизодические персонажи
- Георгий Вицин — спальник / эпизодические персонажи
- Вера Енютина — Царь-девица / кобылица
- Анатолий Кубацкий — Данило
- Роман Филиппов — Гаврило / один из банщиков
- Александр Ханов — Чудо-юдо Рыба-кит

## Интересные факты
- Работая над этим мультфильмом, режиссёр Иван Иванов-Вано совместно с художником Львом Мильчиным использовали мотивы русского изобразительного искусства, своеобразие народных росписей, лубка, вышивки и кружев. По признанию режиссёра, большую роль в построении композиции кадра сыграли традиции древнерусской миниатюры.
- В 1988 году почтой СССР была выпущена серия почтовых марок «Мультфильмы» (6 штук). Одна из них была посвящена мультфильму «Конёк-горбунок».[4]

## Отзывы
На протяжении нескольких десятилетий неустанно разрабатывает Иванов-Вано великолепный, сверкающий и неистощимый пласт русской сказки. Сказки народной и сказки литературной, близкой по духу народной… В «Сказке о царе Дурандае» мы находим как бы запев русской темы Иванова-Вано. Темы, которой так или иначе не минует большинство его фильмов. Она прозвучит в коротенькой «Зимней сказке» — поэтической фантазии, сотканной из снега и наивных волшебств рождественского леса, положенных на музыку П. И. Чайковского; блёстками засверкает в «Коньке-горбунке», триумфально обошедшем весь мир; в той или иной мере отразится в «Гусях-лебедях», в «Сказке о мёртвой царевне и о семи богатырях», в «Снегурочке» и в «Двенадцати месяцах»…— Абрамова Н.

## Премии
Версия 1947 года
- 1948 — Почётный диплом на III МКФ в Марианских Лазнях (ЧССР).
- 1950 — Специальная премия жюри на IV МКФ в Каннах.

Версия 1975 года
- 1977 (ноябрь) — Бронзовая медаль за лучший мультфильм по категории детских фильмов на VI МКФ в Тегеране[6].